# Dècada del 710 aC

## Esdeveniments
- Judea es revolta contra Assíria
- Assíria derrota els hitites
- Generalització del ferro a Itàlia.
- Rubuu és sotmès per Sargon II en la campanya del 710 aC contra Babilònia i fou agregat a la província de Gambulu.

## Personatges destacats
- Sargon II
- Numa Pompili